# Comté d'Edgefield
Le comté d'Edgefield est l’un des 46 comtés de l’État de Caroline du Sud, aux États-Unis. Il a été fondé en 1795. Son siège est la ville d'Edgefield. Selon le recensement de 2010, la population du comté est de 26 985 habitants. 

## Démographie
| 1790   | 1800   | 1810   | 1820   | 1830   | 1840   |
| ------ | ------ | ------ | ------ | ------ | ------ |
| 13 289 | 18 130 | 23 160 | 25 119 | 30 509 | 32 852 |

| 1850   | 1860   | 1870   | 1880   | 1890   | 1900   |
| ------ | ------ | ------ | ------ | ------ | ------ |
| 39 262 | 39 887 | 42 486 | 45 844 | 49 259 | 25 478 |

| 1910   | 1920   | 1930   | 1940   | 1950   | 1960   |
| ------ | ------ | ------ | ------ | ------ | ------ |
| 28 281 | 23 928 | 19 326 | 17 894 | 16 591 | 15 735 |

| 1970   | 1980   | 1990   | 2000   | 2010   | - |
| ------ | ------ | ------ | ------ | ------ | - |
| 15 692 | 17 528 | 18 375 | 24 595 | 26 985 | - |

## Géographie
Le comté a une superficie de 1 312 km², dont 1 300 km² de terre ferme. 